# مالاک ایزوور (استان خاسکوو)
مالاک ایزوور (به بلغاری: Malak Izvor) یک منطقهٔ مسکونی در بلغارستان است که در شهرستان استامبولوو واقع شده‌است.